# Bojanowo
Pour les articles homonymes, voir Bojanowo (homonymie).
Bojanowo (prononciation : [bɔjaˈnɔvɔ]) est une ville de la voïvodie de Grande-Pologne et du powiat de Rawicz.
Elle est située à environ 13 kilomètres au nord-ouest de Rawicz, siège du powiat, et à 79 kilomètres au sud de Poznań, capitale de la voïvodie de Grande-Pologne.
Elle est le siège administratif de la gmina de Bojanowo.
Elle s'étend sur 2,34 km2.

## Géographie

Plan de la ville.

La ville de Bojanowo est située au sud-ouest de la voïvodie de Grande-Pologne, à la limite de la voïvodie de Basse-Silésie, ainsi qu'avec la région historique et géographique de Silésie. Bojanowo s'étend sur 2,34 km2.

## Histoire
Après les partages de la Pologne, Bojanowo faisait partie de la province de Posnanie et de l'arrondissement de Rawitsch (aujourd'hui Rawicz).
Entre 1941 et 1942, il y avait un camp de travaux forcés pour les Juifs à Golino Wielka, proche de Bojanowo, et plus d'une douzaine de personnes sont mortes de faim ou ont été exécutées sur place.
De 1975 à 1998, la ville faisait partie du territoire de la voïvodie de Leszno. Depuis 1999, la ville fait partie du territoire de la voïvodie de Grande-Pologne.

## Monuments
- l'église paroissiale Sacré-Cœur de Jésus, construite entre 1859 et 186 ;
- la synagogue, construite en 1859.

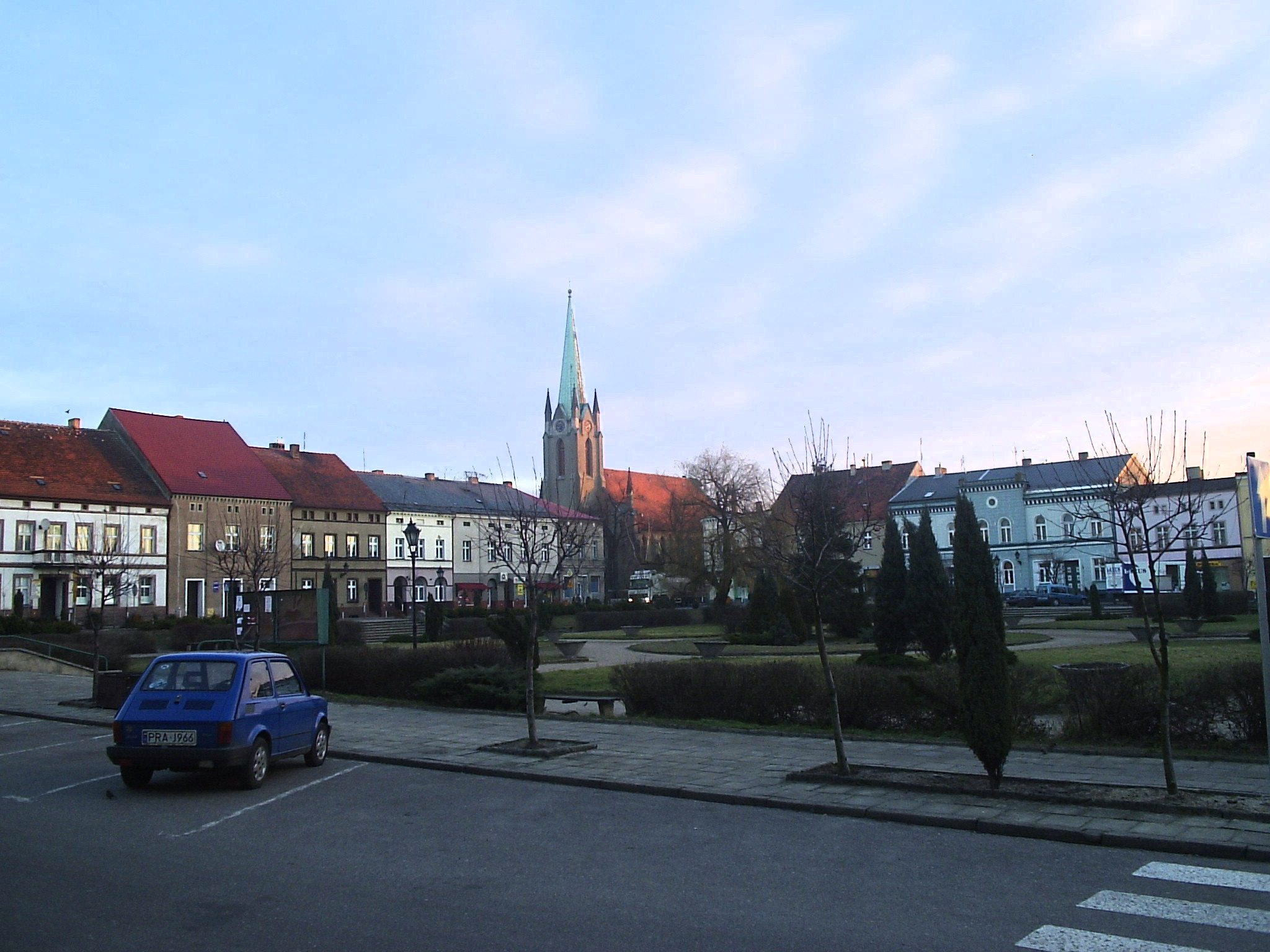
La place du marché et en arrière-plan, l'église paroissiale.
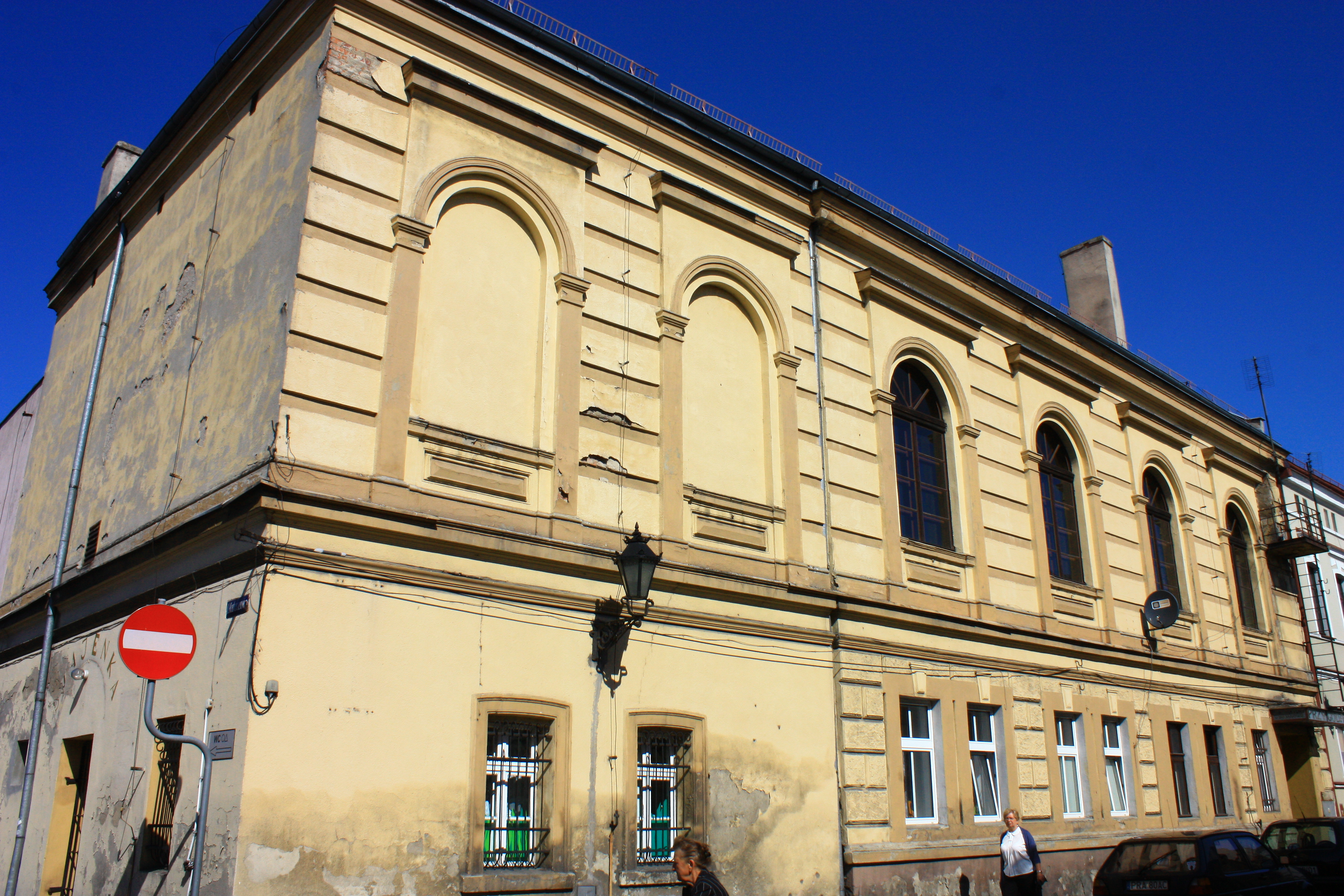
La synagogue.

## Voies de communication
La ville est traversée par la route nationale polonaise 5 (qui relie Nowe Marzy à Lubawka, à la frontière tchèque).

## Personnalités
L'écrivain et philosophe allemand Julius Frauenstädt (1813-1879), disciple de Schopenhauer, est né à Bojanowo.
Aux Championnats d'Europe d'athlétisme de 1962, le sprinteur Jerzy Juskowiak, né en 1939 à Bojanowo et mort en 1993, remporte, sur le relais 4 × 100 mètres, la médaille d'argent.